# Лабышка
Лабышка — деревня в Камско-Устьинском районе Республики Татарстан. Входит в состав Теньковского сельского поселения.

## Географическое положение
Расположена на берегу Куйбышевского водохранилища (Волга), в 48 км к северо-западу от поселка городского типа Камское Устье, 37 км к юго-западу от центра Казани.
В деревне протекает речка, через которую с севера примыкают Лабышкинские горы, имеющие статус Государственного природного заказника регионального значения ландшафтного профиля с 1991 года. Это природный комплекс площадью 198 гектаров, состоящий из суходольных лесов с дубово-липовыми и ковыльными участками, условно-коренными лесами, где обнаружены редкие для Татарстана виды растений и животных.
В 800 метрах северо-западнее проходит автодорога местного значения «Камское Устье — Теньки — Октябрьский (Р241)».
С Казанью деревня связана автобусным маршрутом № 529.
В деревне действует церковь. 

## История
Основана в XVIII веке. До реформы 1861 г. жители относились к категории помещичьих крестьян. Занимались земледелием, разведением скота, молочным скотоводством.
В начале XX века в Лабышке имелись земская школа, хлебная и лесная пристани, 2 кузницы, 1 водяная и 7 ветряных мельниц, 2 мелочные лавки. В этот период земельный надел сельской общины составлял 440 десятин.
До 1920 года деревня входила в Теньковскую волость Свияжского уезда Казанской губернии. С июня 1920 года в составе Свияжского кантона Татарской АССР, с 14 февраля 1927 года в Теньковском районе, с 20 октября 1931 года в Камско-Устьинском, с 10 февраля 1935 года снова в Теньковском, с 16 июля 1958 года в Камско-Устьинском, с 01 февраля 1963 года в Тетюшском, с 12 января 1965 года окончательно в составе Камско-Устьинского района.
До 1920 упоминалась в записях и обозначалась на картах как Лобышка. После гражданской войны деревня получила современное название Лабышка.

## Население
| 1859 | 1897 | 1908 | 1920 | 1926 | 1938 | 1949 | 1958 | 1970 | 1979 | 1989 | 2002 | 2010 |
| ---- | ---- | ---- | ---- | ---- | ---- | ---- | ---- | ---- | ---- | ---- | ---- | ---- |
| 412  | 542  | 498  | 623  | 565  | 529  | 480  | 421  | 365  | 230  | 151  | 82   | 61   |